# Zastava M87
La Zastava M87 è una mitragliatrice pesante jugoslava prodotta dalla Zastava Arms. L'arma è una copia su licenza della mitragliatrice in calibro 12,7 mm sovietica NSV.

## Utilizzatori

### Attuali
- Liberia
- Serbia

### Passati
- Serbia e Montenegro
- Jugoslavia